# Imoco Volley 2020-2021
Questa voce raccoglie le informazioni riguardanti l'Imoco Volley nelle competizioni ufficiali della stagione 2020-2021.

## Stagione
Nella stagione 2020-21 l'Imoco Volley assume la denominazione sponsorizzata, solo nelle competizioni europee, di Antonio Carraro Imoco Conegliano.
Conquista la Supercoppa italiana, dopo aver vinto la finale contro la UYBA.
Partecipa per la nona volta alla Serie A1; chiude la regular season di campionato al primo posto in classifica, qualificandosi per i play-off scudetto: vince il suo quarto scudetto ai danni dall'AGIL.
Grazie al primo posto in classifica al termine del girone di andata della regular season di campionato, l'Imoco si qualifica per la Coppa Italia, vincendola, grazie al successo finale sull'AGIL.
Partecipa inoltre alla Champions League: superata la fase a gironi con il primo posto in classifica nel proprio raggruppamento, conquista la competizione per la prima volta, battendo in finale il VakıfBank.

## Organigramma societario
Area direttiva
- Presidente: Piero Garbellotto

Area tecnica
- Allenatore: Daniele Santarelli
- Allenatore in seconda: Valerio Lionetti
- Assistente allenatore: Martino Volpini
- Scout man: Tommaso Barbato

Area sanitaria
- Medico:  Claudio Dalla Torre, Vito Lamberti, Lorenzo Segre
- Fisioterapista: Rudy Bordin, Ilenia Marin
- Preparatore atletico: Marco Da Lozzo

## Rosa
| N° | Nome              | Ruolo | Data di nascita   | Nazionalità sportiva |
| -- | ----------------- | ----- | ----------------- | -------------------- |
| 1  | Lara Caravello    | L     | 4 maggio 1994     | Italia               |
| 3  | Lucille Gicquel   | O     | 13 novembre 1997  | Francia              |
| 4  | Božana Butigan    | C     | 19 agosto 2000    | Croazia              |
| 5  | Robin de Kruijf   | C     | 5 maggio 1991     | Paesi Bassi          |
| 7  | Raphaela Folie    | C     | 7 marzo 1991      | Italia               |
| 9  | Loveth Omoruyi    | S     | 25 agosto 2002    | Italia               |
| 10 | Monica De Gennaro | L     | 8 gennaio 1987    | Italia               |
| 11 | McKenzie Adams    | S     | 13 febbraio 1992  | Stati Uniti          |
| 13 | Giulia Gennari    | P     | 23 giugno 1996    | Italia               |
| 14 | Joanna Wołosz     | P     | 7 aprile 1990     | Polonia              |
| 15 | Kimberly Hill     | S     | 30 novembre 1989  | Stati Uniti          |
| 17 | Myriam Sylla      | S     | 8 gennaio 1995    | Italia               |
| 18 | Paola Egonu       | S/O   | 18 dicembre 1998  | Italia               |
| 19 | Sarah Fahr        | C     | 12 settembre 2001 | Italia               |

## Mercato
| Acquisti | Acquisti        | Acquisti             | Acquisti   |
| R.       | Nome            | da                   | Modalità   |
| -------- | --------------- | -------------------- | ---------- |
| S        | McKenzie Adams  | Schweriner           | definitivo |
| C        | Božana Butigan  | HAOK Mladost         | definitivo |
| L        | Lara Caravello  | Libertas Martignacco | definitivo |
| C        | Sarah Fahr      | San Casciano         | definitivo |
| O        | Lucille Gicquel | Nantes               | definitivo |
| S        | Loveth Omoruyi  | Club Italia          | definitivo |

| Cessioni | Cessioni          | Cessioni          | Cessioni   |
| R.       | Nome              | a                 | Modalità   |
| -------- | ----------------- | ----------------- | ---------- |
| C        | Alexandra Botezat | Millenium Brescia | definitivo |
| S/O      | Terry Enweonwu    | San Casciano      | definitivo |
| L        | Eleonora Fersino  | Bergamo           | definitivo |
| S        | Jennifer Geerties | Dresdner          | definitivo |
| C        | Chiaka Ogbogu     | Eczacıbaşı        | definitivo |
| O        | Indre Sorokaite   | Toyota Queenseis  | definitivo |

## Risultati

### Serie A1

#### Girone di andata
| 1ª giornata - 20 settembre 2020 PalaVerde, Villorba            | Imoco                 | 3 - 1 | Casalmaggiore   | 23-25, 25-12, 25-15, 25-19 |
| 2ª giornata - 27 settembre 2020 PalaPiantanida, Busto Arsizio  | UYBA                  | 0 - 3 | Imoco           | 21-25, 20-25, 23-25        |
| 3ª giornata - 3 ottobre 2020 PalaVerde, Villorba               | Imoco                 | 3 - 0 | Savino Del Bene | 25-18, 25-16, 25-21        |
| 4ª giornata - 11 ottobre 2020 PalaGeorge, Montichiari          | Millenium Brescia     | 0 - 3 | Imoco           | 15-25, 16-25, 13-25        |
| 6ª giornata - 18 ottobre 2020 PalaEvangelisti, Perugia         | Wealth Planet Perugia | 0 - 3 | Imoco           | 18-25, 15-25, 21-25        |
| 7ª giornata - 24 ottobre 2020 PalaVerde, Villorba              | Imoco                 | 3 - 0 | Pro Victoria    | 25-16, 25-23, 25-14        |
| 8ª giornata - 28 ottobre 2020 Nelson Mandela Forum, Firenze    | San Casciano          | 1 - 3 | Imoco           | 25-19, 24-26, 19-25, 17-25 |
| 9ª giornata - 1º novembre 2020 PalaVerde, Villorba             | Imoco                 | 3 - 0 | Cuneo Granda    | 25-11, 25-10, 25-16        |
| 10ª giornata - 4 novembre 2020 Palazzetto dello sport, Bergamo | Bergamo               | 0 - 3 | Imoco           | 14-25, 19-25, 17-25        |
| 11ª giornata - 9 novembre 2020 PalaVerde, Villorba             | Imoco                 | 3 - 1 | Trentino Rosa   | 25-9, 25-17, 20-25, 25-17  |
| 12ª giornata - 14 novembre 2020 PalaTerdoppio, Novara          | AGIL                  | 0 - 3 | Imoco           | 18-25, 14-25, 16-25        |
| 13ª giornata - 24 novembre 2020 PalaVerde, Villorba            | Imoco                 | 3 - 1 | Chieri '76      | 25-21, 24-26, 25-19, 25-18 |

#### Girone di ritorno
| 14ª giornata - 16 dicembre 2020 PalaRadi, Cremona                | Casalmaggiore   | 1 - 3 | Imoco                 | 16-25, 16-25, 25-23, 18-25 |
| 15ª giornata - 24 dicembre 2020 PalaVerde, Villorba              | Imoco           | 3 - 0 | UYBA                  | 25-16, 25-16, 28-26        |
| 16ª giornata - 13 gennaio 2021 Palazzetto dello Sport, Scandicci | Savino Del Bene | 0 - 3 | Imoco                 | 22-25, 20-25, 15-25        |
| 17ª giornata - 29 dicembre 2020 PalaVerde, Villorba              | Imoco           | 3 - 0 | Millenium Brescia     | 25-22, 25-23, 25-17        |
| 19ª giornata - 17 gennaio 2021 PalaVerde, Villorba               | Imoco           | 3 - 1 | Wealth Planet Perugia | 23-25, 25-22, 25-21, 25-15 |
| 20ª giornata - 30 gennaio 2021 Palazzetto dello Sport, Monza     | Pro Victoria    | 0 - 3 | Imoco                 | 15-25, 20-25, 25-27        |
| 21ª giornata - 6 gennaio 2021 PalaVerde, Villorba                | Imoco           | 3 - 0 | San Casciano          | 25-20, 25-18, 25-11        |
| 22ª giornata - 7 febbraio 2021 PalaCastagnaretta, Cuneo          | Cuneo Granda    | 1 - 3 | Imoco                 | 23-25, 25-21, 18-25, 12-25 |
| 23ª giornata - 14 febbraio 2021 PalaVerde, Villorba              | Imoco           | 3 - 0 | Bergamo               | 25-18, 25-14, 25-18        |
| 24ª giornata - 23 gennaio 2021 PalaSanbapolis, Trento            | Trentino Rosa   | 0 - 3 | Imoco                 | 18-25, 15-25, 17-25        |
| 25ª giornata - 20 febbraio 2021 PalaVerde, Villorba              | Imoco           | 3 - 0 | AGIL                  | 25-19, 25-22, 25-18        |
| 26ª giornata - 27 febbraio 2021 PalaMaddalene, Chieri            | Chieri '76      | 1 - 3 | Imoco                 | 23-25, 25-22, 23-25, 29-31 |

#### Play-off scudetto
| Quarti di finale (gara 1) - 27 marzo 2021 PalaVerde, Villorba           | Imoco           | 3 - 0 | San Casciano    | 25-15, 25-17, 29-27              |
| Quarti di finale (gara 2) - 30 marzo 2021 Nelson Mandela Forum, Firenze | San Casciano    | 0 - 3 | Imoco           | 13-25, 20-25, 17-25              |
| Semifinali (gara 1) - 7 aprile 2021 PalaVerde, Villorba                 | Imoco           | 3 - 0 | Savino Del Bene | 25-23, 25-16, 25-14              |
| Semifinali (gara 2) - 10 aprile 2021 Palazzetto dello Sport, Scandicci  | Savino Del Bene | 0 - 3 | Imoco           | 23-25, 19-25, 15-25              |
| Finale (gara 1) - 17 aprile 2021 PalaVerde, Villorba                    | Imoco           | 3 - 2 | AGIL            | 23-25, 40-38, 26-24, 23-25, 15-9 |
| Finale (gara 2) - 20 aprile 2021 PalaTerdoppio, Novara                  | AGIL            | 1 - 3 | Imoco           | 29-31, 26-24, 18-25, 22-25       |

### Coppa Italia
| Quarti di finale - 10 marzo 2021 PalaVerde, Villorba | Imoco | 3 - 1 | UYBA         | 22-25, 25-18, 25-19, 25-20 |
| Semifinali - 13 marzo 2021 RDS Stadium, Rimini       | Imoco | 3 - 1 | Pro Victoria | 25-17, 26-28, 25-14, 25-20 |
| Finale - 14 marzo 2021 RDS Stadium, Rimini           | Imoco | 3 - 1 | AGIL         | 25-17, 25-23, 22-25, 25-18 |

### Supercoppa italiana
| Semifinali - 5 settembre 2020 Piazza dei Signori, Vicenza     | Imoco | 3 - 0 | Savino Del Bene | 25-17, 25-14, 25-22 |
| Finale - 6 settembre 2020 Palasport Città di Vicenza, Vicenza | Imoco | 3 - 0 | UYBA            | 25-16, 25-15, 25-15 |

### Champions League

#### Fase a gironi
| 1ª giornata - 8 dicembre 2020 PalaVerde, Villorba                      | Kamnik | 0 - 3 | Imoco      | 18-25, 17-25, 15-25        |
| 2ª giornata - 9 dicembre 2020 PalaVerde, Villorba                      | Nantes | 0 - 3 | Imoco      | 19-25, 11-25, 16-25        |
| 3ª giornata - 10 dicembre 2020 PalaVerde, Villorba                     | Imoco  | 3 - 0 | Fenerbahçe | 25-14, 25-19, 25-19        |
| 4ª giornata - 26 gennaio 2021 Complexe Sportif Mangin Beaulieu, Nantes | Kamnik | 0 - 3 | Imoco      | 21-25, 11-25, 11-25        |
| 5ª giornata - 27 gennaio 2021 Complexe Sportif Mangin Beaulieu, Nantes | Nantes | 0 - 3 | Imoco      | 20-25, 20-25, 24-26        |
| 6ª giornata - 28 gennaio 2021 Complexe Sportif Mangin Beaulieu, Nantes | Imoco  | 3 - 1 | Fenerbahçe | 25-19, 22-25, 25-21, 25-17 |

#### Fase a eliminazione diretta
| Quarti di finale (andata) - 24 febbraio 2021 Palazzetto dello Sport, Scandicci | Savino Del Bene | 2 - 3 | Imoco           | 25-17, 27-29, 30-28, 23-25, 15-17 |
| Quarti di finale (ritorno) - 3 marzo 2021 PalaVerde, Villorba                  | Imoco           | 3 - 0 | Savino Del Bene | 25-20, 25-17, 25-20               |
| Semifinali (andata) - 17 marzo 2021 PalaTerdoppio, Novara                      | AGIL            | 0 - 3 | Imoco           | 21-25, 18-25, 17-25               |
| Semifinali (ritorno) - 23 marzo 2021 PalaVerde, Villorba                       | Imoco           | 3 - 0 | AGIL            | 25-15, 25-23, 25-20               |
| Finale - 1º maggio 2021 PalaOlimpia, Verona                                    | Imoco           | 3 - 2 | VakıfBank       | 22-25, 25-22, 23-25, 25-23, 15-12 |

## Statistiche

### Statistiche di squadra
| Competizione        | Punti | In casa | In casa | In casa | In trasferta | In trasferta | In trasferta | Totale | Totale | Totale |
| Competizione        | Punti | G       | V       | P       | G            | V            | P            | G      | V      | P      |
| ------------------- | ----- | ------- | ------- | ------- | ------------ | ------------ | ------------ | ------ | ------ | ------ |
| Serie A1            | 72    | 15      | 15      | 0       | 15           | 15           | 0            | 30     | 30     | 0      |
| Coppa Italia        | -     | 1       | 1       | 0       | -            | -            | -            | 3      | 3      | 0      |
| Supercoppa italiana | -     | -       | -       | -       | -            | -            | -            | 2      | 2      | 0      |
| Champions League    | 18    | 2       | 2       | 0       | 2            | 2            | 0            | 11     | 11     | 0      |
| Totale              | -     | 18      | 18      | 0       | 17           | 17           | 0            | 46     | 46     | 0      |

G = partite giocate; V = partite vinte; P = partite perse

### Statistiche dei giocatori
| Giocatore     | Serie A1 | Serie A1 | Serie A1 | Serie A1 | Serie A1 | Coppa Italia | Coppa Italia | Coppa Italia | Coppa Italia | Coppa Italia | Supercoppa italiana | Supercoppa italiana | Supercoppa italiana | Supercoppa italiana | Supercoppa italiana | Champions League | Champions League | Champions League | Champions League | Champions League | Totale | Totale | Totale | Totale | Totale |
| Giocatore     | P        | PT       | AV       | MV       | BV       | P            | PT           | AV           | MV           | BV           | P                   | PT                  | AV                  | MV                  | BV                  | P                | PT               | AV               | MV               | BV               | P      | PT     | AV     | MV     | BV     |
| ------------- | -------- | -------- | -------- | -------- | -------- | ------------ | ------------ | ------------ | ------------ | ------------ | ------------------- | ------------------- | ------------------- | ------------------- | ------------------- | ---------------- | ---------------- | ---------------- | ---------------- | ---------------- | ------ | ------ | ------ | ------ | ------ |
| M. Adams      | 23       | 206      | 180      | 15       | 11       | 0            | 0            | 0            | 0            | 0            | 2                   | 25                  | 21                  | 2                   | 2                   | 8                | 83               | 68               | 11               | 4                | 33     | 314    | 269    | 28     | 17     |
| B. Butigan    | 14       | 76       | 45       | 23       | 8        | 0            | 0            | 0            | 0            | 0            | 1                   | 0                   | 0                   | 0                   | 0                   | 6                | 23               | 10               | 11               | 2                | 21     | 99     | 55     | 34     | 10     |
| L. Caravello  | 28       | 1        | 0        | 0        | 1        | 0            | 0            | 0            | 0            | 0            | 2                   | 0                   | 0                   | 0                   | 0                   | 11               | 0                | 0                | 0                | 0                | 41     | 1      | 0      | 0      | 1      |
| M. De Gennaro | 29       | 0        | 0        | 0        | 0        | 3            | 0            | 0            | 0            | 0            | 2                   | 0                   | 0                   | 0                   | 0                   | 10               | 0                | 0                | 0                | 0                | 44     | 0      | 0      | 0      | 0      |
| R. de Kruijf  | 24       | 234      | 165      | 56       | 13       | 3            | 31           | 23           | 5            | 3            | 2                   | 14                  | 10                  | 3                   | 1                   | 9                | 76               | 53               | 20               | 3                | 38     | 355    | 251    | 84     | 20     |
| P. Egonu      | 27       | 506      | 426      | 44       | 36       | 3            | 108          | 92           | 5            | 11           | 2                   | 26                  | 22                  | 3                   | 1                   | 9                | 215              | 178              | 17               | 20               | 41     | 855    | 718    | 69     | 68     |
| S. Fahr       | 25       | 238      | 159      | 52       | 27       | 0            | 0            | 0            | 0            | 0            | 1                   | 0                   | 0                   | 0                   | 0                   | 7                | 49               | 32               | 16               | 1                | 33     | 287    | 191    | 68     | 28     |
| R. Folie      | 6        | 51       | 31       | 15       | 5        | 3            | 14           | 10           | 4            | 0            | 2                   | 19                  | 10                  | 7                   | 2                   | 4                | 39               | 28               | 8                | 3                | 15     | 123    | 79     | 34     | 10     |
| G. Gennari    | 24       | 16       | 7        | 6        | 3        | 3            | 3            | 0            | 0            | 3            | 2                   | 0                   | 0                   | 0                   | 0                   | 10               | 7                | 3                | 1                | 3                | 39     | 26     | 10     | 7      | 9      |
| L. Gicquel    | 16       | 127      | 101      | 20       | 6        | 0            | 0            | 0            | 0            | 0            | 1                   | 2                   | 2                   | 0                   | 0                   | 6                | 41               | 31               | 5                | 5                | 23     | 170    | 134    | 25     | 11     |
| K. Hill       | 24       | 177      | 156      | 8        | 13       | 3            | 36           | 29           | 5            | 2            | -                   | -                   | -                   | -                   | -                   | 9                | 89               | 81               | 7                | 1                | 36     | 302    | 266    | 20     | 16     |
| L. Omoruyi    | 15       | 89       | 77       | 8        | 4        | 0            | 0            | 0            | 0            | 0            | 0                   | 0                   | 0                   | 0                   | 0                   | 3                | 15               | 13               | 1                | 1                | 18     | 104    | 90     | 9      | 5      |
| M. Sylla      | 22       | 201      | 165      | 32       | 4        | 3            | 45           | 42           | 3            | 0            | 2                   | 18                  | 13                  | 5                   | 0                   | 9                | 46               | 35               | 11               | 0                | 36     | 310    | 255    | 51     | 4      |
| J. Wołosz     | 28       | 69       | 30       | 24       | 15       | 3            | 4            | 1            | 3            | 0            | 2                   | 6                   | 3                   | 1                   | 2                   | 11               | 26               | 13               | 7                | 6                | 44     | 105    | 47     | 35     | 23     |

P = presenze; PT = punti totali; AV = attacchi vincenti; MV = muri vincenti; BV = battute vincenti